# Usersnap
Usersnap（ユーザースナップ）は、オーストリアのリンツに拠点を置く、オーストリアのウェブアプリケーション会社である。この会社は視覚的バグトラッキングシステムとフィードバックツールで知られ、製品は世界各国のウェブ開発者やウェブデザイナー、カスタマーケアマネージャーに使用されている。Usersnapはマイクロソフト、Facebook、ハワイアン航空、ランタスティックといった企業を含む顧客を世界中に抱えている。Usersnapは雑誌Forbesのアリソン・コールマンによる記事中で注目すべきヨーロッパのスタートアップ企業の一つに挙げられた 。

## 歴史
Usersnapは2013年にフロリアンとグレゴールのドーフバウアー兄弟二人とヨゼフ・トラウナーによって創設された。Usersnapのアイディアは、ウェブアプリケーション開発の際に、創設者らがコミュニケーションの問題に直面したことから生まれた。
製品は視覚的コミュニケーションツールを通じてより効率的なウェブ開発を可能にしようという考えに端を発している。三人の創立者たちは2012年のはじめに製品の開発に着手した。2013年にはUsersnapはSpeedinvestから資金を集めることに成功 。その後、Angel-Investorsによって四度の資金提供が行われた。

## バグトラッキングソフトウェア
Usersnap Bug Tracking Widget（ユーザースナップ・バグ・トラッキング・ウィジェット）はあらゆるウェブサイトに適用できる。このソフトウェアを通じて、ウェブ開発者によるウェブプロジェクトのQ&Aプロセスが前進されることになる 。バグトラッカーを使用すると、直近のスクリーンショットが撮影でき、ユーザーが直接ブラウザにコメントや修正指示を書き込むことができる。Usersnap Bug Tracker（ユーザースナップ・バグ・トラッカー）は開発者、顧客そしてウェブプロジェクトに関わる全ての人々が問題に関して意思疎通を図り、フィードバックを共有することを可能にする視覚的コミュニケーションツールである。

## ビジュアルコミュニケーション
Usersnapを通じユーザーは視覚的コミュニケーションを可能にする。脳は視覚的情報をテキスト情報の八万倍速く処理することができるという考えがこの背景にある。Usersnapによって、ユーザーは問題やアイディアを言葉を使って説明するかわりに直接示すことができる。スクリーンショット・ツールによって、延々と続く用紙に記入する必要がなくなり、簡潔なポイント&クリックによるフィードバックの提示が可能になるのである。

## 顧客
Usersnapは世界中に1000の顧客を抱えており、マイクロソフトやFacebook、ハワイアン航空、ランタスティックといった企業の要望に応えている。また、NYU、コロンビア大学、デューク大学、 テキサスA&M大学といった大学にもサービスの提供を行っている。 国際原子力機関やニュージーランド国立図書館といった非営利団体もUsersnapを利用している。